# Colonne de Californie

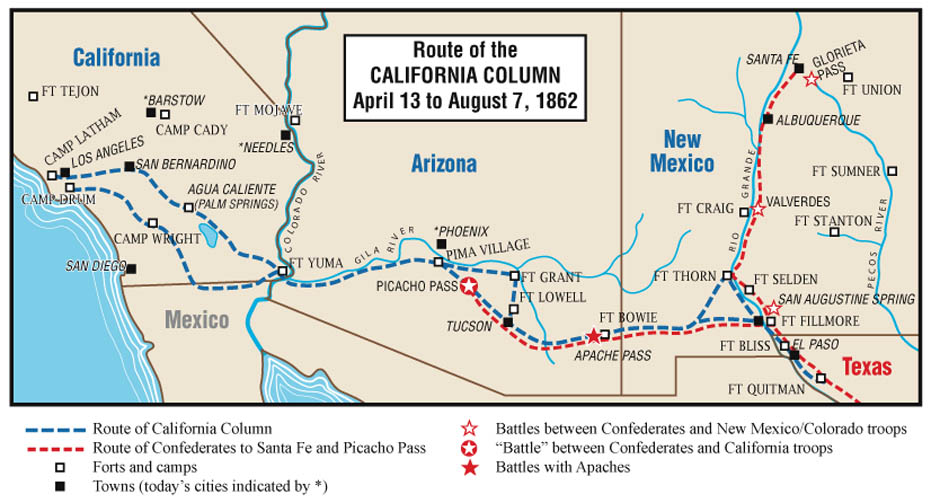
Itinéraire de la colonne

La colonne de Californie est une force de volontaires de l'Union des volontaires envoyée en Arizona et au Nouveau Mexique pendant la guerre de Sécession. Le commandement marche plus de 900 km de la Californie à travers l'Arizona et le territoire du Nouveau-Mexique jusqu'au Rio Grande et à l'est d'El Paso, au Texas, entre avril et août 1862.

## Formation
Le camp Drum est le quartier général du district de Californie du Sud (en) et le siège de la colonne de Californie, commandée par le colonel James Henry Carleton. La « colonne de Californie » se compose initialement de dix compagnies du 1st California Infantry, les cinq compagnies du 1st Regiment California Volunteer Cavalry, la compagnie B du 2nd Regiment California Volunteer Cavalry et la batterie légère A du 3rd U.S. Artillery. Ce commandement comprend 1 500 hommes entraînés et disciplinés. Plus tard, le 5th California Infantry du lieutenant-colonel George W. Bowie est ajouté, portant l'effectif total de la colonne à 2 350 hommes.

## Expédition
L'objectif du commandant de la colonne de Californie, le colonel James Henry Carleton (promu brigadier général, tandis que la colonne est en route) est de repousser les troupes confédérées hors du territoire fédéral du Nouveau-Mexique. En 1861, une armée confédérée, relativement petite, du Texas malmène de petites forces de l'Union dans plusieurs forts sur le territoire. Les confédérés recrutent aussi des citoyens sur leur territoire de l'Arizona, dans de petites unités.
Les soldats de la colonne de Californie, à la fois de l'infanterie et de la cavalerie, voyagent souvent à pied portant des uniformes de laine dans la chaleur du désert. Ils partent de fort Yuma le long du fleuve Colorado. Un peu comme l'armée de Nouveau-Mexique (aussi connu comme la brigade de Sibley), qui est entré dans le Nouveau-Mexique en provenance du Texas, en décembre 1861, ils voyagent en petits groupes à des intervalles de quelques jours pour que les hommes et les chevaux n'épuisent pas les sources et les puits le long du chemin. Ils suivent le parcours de la Butterfield Overland Mail, qui a cessé ses activités l'année précédente. Les relais de la poste sont remplis de nourriture et de grains que les forces de l'Union ont stockés avant les hostilités.

## Batailles de l'Arizona
Les volontaires confédérés de l'Arizona, de la compagnie A, des rangers de l'Arizona, arrêtent un officier de l'armée de l'Union, Ammi White, détruisent le moulin à farine de White à Casa Blanca et les stocks de nourriture et de fourrage s'y trouvant ainsi que d'autres relais le long du chemin de la colonne entre le fort Yuma et Tucson. Cela ralentit la progression de Carleton. La plupart des tentatives de Carleton d'envoyer des messages au général E. R. S. Canby, le commandant du département de l'Union du Nouveau-Mexique, sont interceptées, et une patrouille envoyée pour répondre à White est capturée par les confédérés à White Mill dans les villages indiens de Pima.
Au cours de son avance, la colonne de Californie engage les confédérés lors de deux escarmouches. La première est une escarmouche avec des confédérés essayant de brûler le fourrage placé à Stanwix Station vers la fin mars 1862. Le deuxième combat survient à la mi-avril, lorsque la colonne marche sur Tucson en provenance de Casa Blanca, à Picacho Pass. L'approche rapide de Tucson piège presque l'arrière-garde confédérée.
Ce n'est qu'à la fin juin qu'un éclaireur du nom de John W. Jones est en mesure d'échapper à la poursuite des apaches et donne un message à Canby : « La colonne de la Californie vient vraiment ». Au cours de la marche vers le Rio Grande, 140 hommes de la compagnie E, 1st California Infantry, et la compagnie B, 2nd California Infantry, combattent le célèbre chef apache Cochise à Apache Pass en juillet. Les éléments de la colonne de Californie atteignent le Rio Grande, les Confédérés ont déjà reculé au Texas.
Carlton les suit dans l'ouest du Texas, capturant Franklin, au Texas, et avançant aussi loin que le fort Quitman.
La plupart de son service ensuite est d'être des garnisons dans l'ouest du Texas, pour éviter le retour des confédérés dans les territoires du Nouveau-Mexique et de l'Arizona réorganisés de l'Union. Son activité principale est la garnison des colonies et des forts du territoire du Nouveau-Mexique, et la lutte contre les apaches et les navajos.